# 蒙日陨石坑
蒙日陨石坑(Monge)是月球正面位于丰富海东南岸的一座大撞击坑，约形成于晚雨海世，其名称取自法国数学家及几何学家加斯帕尔·蒙日(1746年-1818年)，1935年被国际天文学联合会批准接受。

## 描述

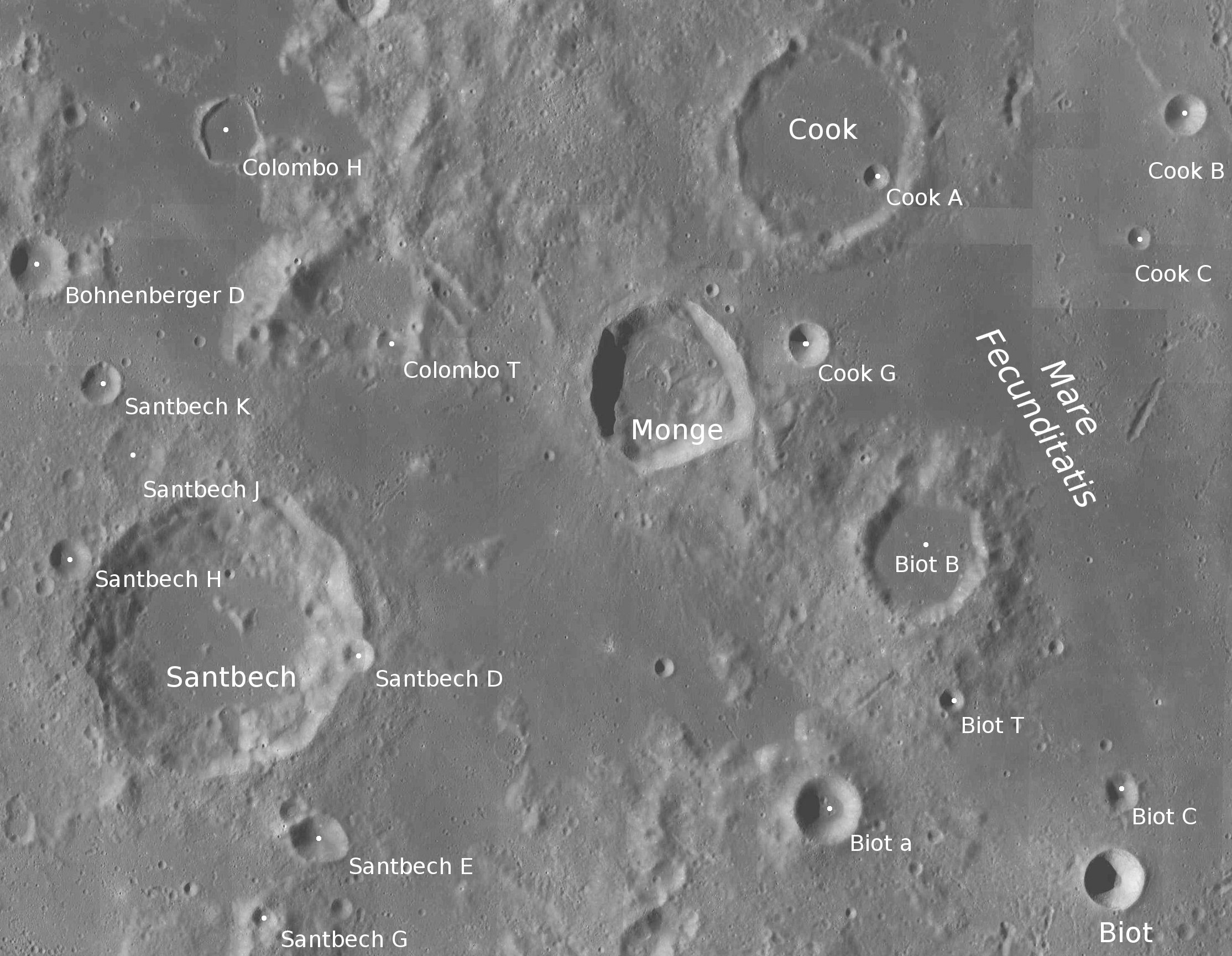
蒙日陨石坑周边图，月球勘测轨道飞行器拍摄。

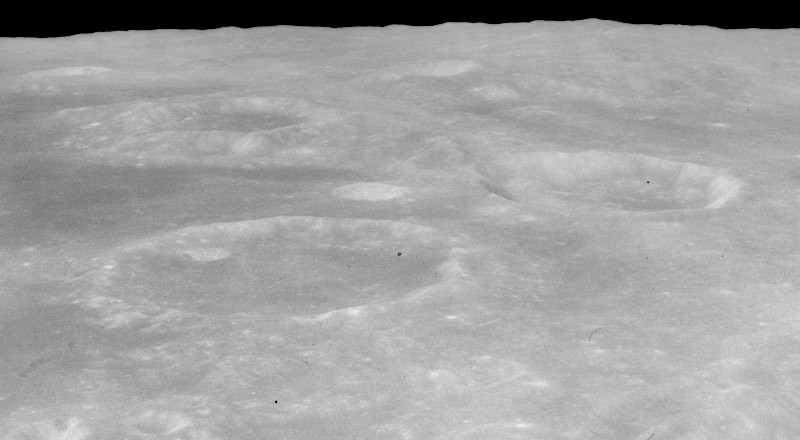
阿波罗16号拍摄的库克陨石坑(左下)和蒙日陨石坑(右上)斜视图

该陨坑西南偏西毗邻桑特贝奇环形山；西北偏北靠近哥伦布环形山；库克陨石坑和毕奥陨坑分别位于它的东北和东南。它的西北坐落着绵延的比利牛斯山脉，更远处则是酒海。该陨坑中心月面坐标为19°14′S 47°32′E / 19.24°S 47.54°E，直径36.6公里，深度约1.54公里。
蒙日陨石坑的外侧边缘形状极不规则，东侧外鼓，而北侧和西北侧则有一些小突角，坑壁磨损程度中等，整体轮廓仍非常清晰。陨坑内侧壁平缓，但沿坡底分布有坍塌的碎岩堆积。坑壁平均高出周边地形990米，内部容积约为940公里³。碗状的坑底大部地区相对平坦，但西南部崎岖嶙峋，覆盖着相邻陨坑形成时所喷发溅射的岩石；坑底中心矗立着一座高约1000米的中央峰。该陨坑的形态特征隶属于"TRI类"(以该类陨坑的典型代表-特里斯纳凯尔陨石坑所命名)。

## 另请参阅
- Andersson, L. E.; Whitaker, E. A. . NASA RP-1097. 1982.
- Blue, Jennifer. . USGS. July 25, 2007  [2007-08-05]. （原始内容存档于2015-05-26）.
- Bussey, B.; Spudis, P. . New York: Cambridge University Press. 2004. ISBN 978-0-521-81528-4.
- Cocks, Elijah E.; Cocks, Josiah C. . Tudor Publishers. 1995. ISBN 978-0-936389-27-1.
- McDowell, Jonathan. . Jonathan's Space Report. July 15, 2007  [2007-10-24]. （原始内容存档于2015-01-12）.
- Menzel, D. H.; Minnaert, M.; Levin, B.; Dollfus, A.; Bell, B. . Space Science Reviews. 1971, 12 (2): 136–186. Bibcode:1971SSRv...12..136M. doi:10.1007/BF00171763.
- Moore, Patrick. . Sterling Publishing Co. 2001. ISBN 978-0-304-35469-6.
- Price, Fred W. . Cambridge University Press. 1988. ISBN 978-0-521-33500-3.
- Rükl, Antonín. . Kalmbach Books. 1990. ISBN 978-0-913135-17-4.
- Webb, Rev. T. W.  6th revised. Dover. 1962. ISBN 978-0-486-20917-3.
- Whitaker, Ewen A. . Cambridge University Press. 1999. ISBN 978-0-521-62248-6.
- Wlasuk, Peter T. . Springer. 2000. ISBN 978-1-85233-193-1.